# Universidade de Creta
A Universidade de Creta (UoC) é uma instituição multidisciplinar, voltada para a pesquisa, na ilha de Creta, Grécia. A instituição está localizada nas cidades de Rethymnon (sede oficial) e Heraklion, e é uma das mais reputadas instituições académicas daquele país.
A instituição tem 16 programas de graduação principais, correspondentes a cada um dos departamentos da universidade, e mais de 30 programas de mestrado. Em 2018, ficou posicionada em 62º lugar na lista The Times Higher Education (THE) das melhores universidades com 50 anos ou menos.

## Visão geral
A Universidade de Creta foi fundada em 1973 e começou a funcionar no ano letivo de 1977-78.
Como em todas as universidades na Grécia, a Universidade de Creta é uma universidade pública e todas as suas atividades são financiadas e supervisionadas pelo estado grego. O mais alto cargo de chefia desta instituição é o de reitor. Que em conjunto com três vice-reitores, selecionados por si, formam o conselho da reitoria. Cabe também ao reitor presidir o senado da universidade, a mais alta autoridade coletiva da instituição.

## Emblema da Universidade de Creta
O emblema da universidade é baseado numa moeda helenística encontrada em Gortyn (430-300 BB), que retrata Europa sentada em galhos de uma oliveira em postura reflexiva. O emblema foi desenhado numa medalha pelo escultor Aspasia Papadoperaki.

## Faculdades e Departamentos
As diferentes faculdades estão espalhadas por dois campus, localizados em duas cidades muito próximas, na costa norte da ilha, Retimno e Heraclião.

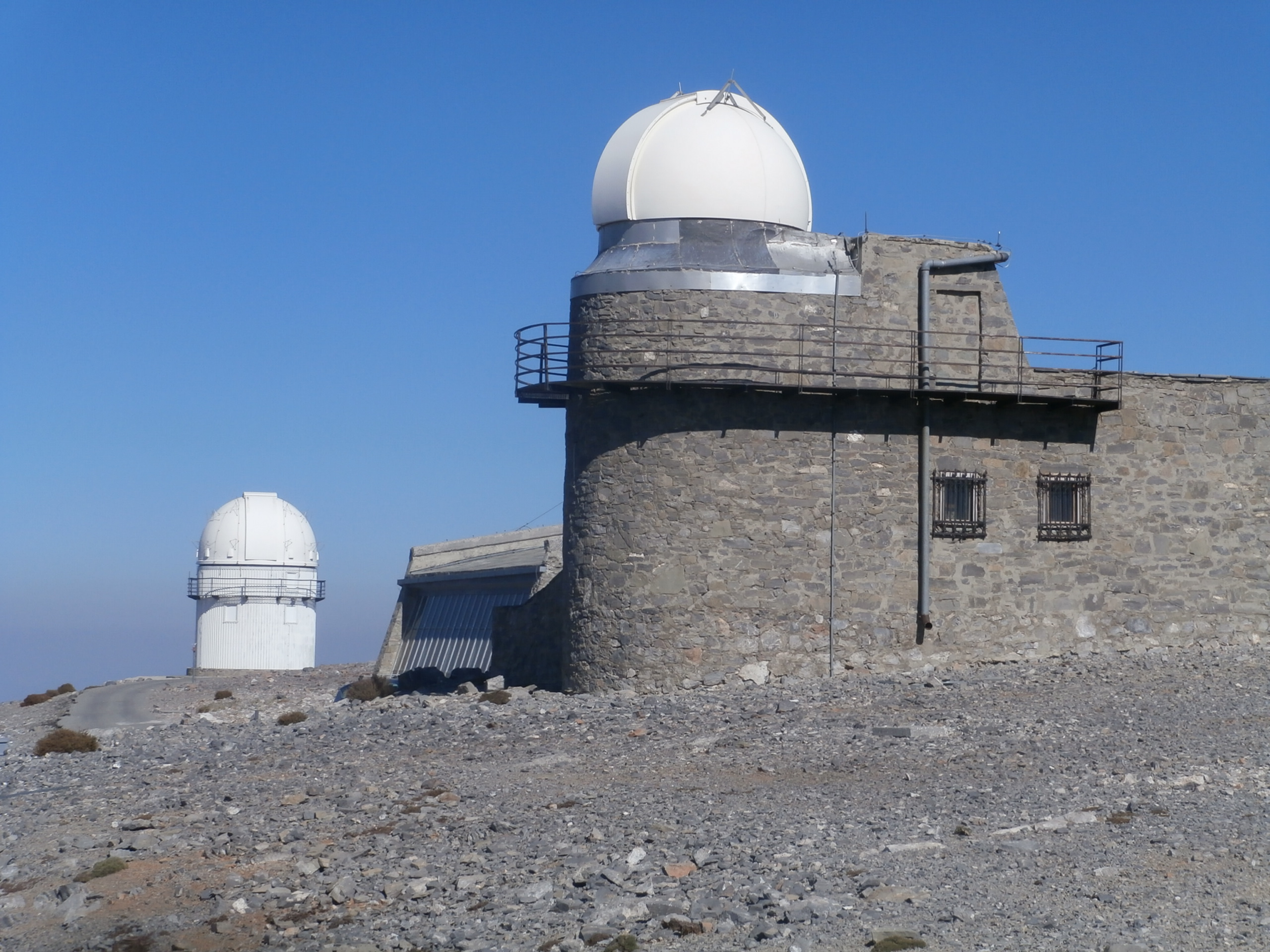
Observatório Skinakas no Monte Ida : centro de pesquisa da Universidade de Creta e da Fundação para Pesquisa e Tecnologia - Hellas

A Universidade está organizada em dezasseis departamentos, espalhados por cinco escolas:
| Escolas                                                      | Departamentos |
| ------------------------------------------------------------ | --- |
| Escola de Filosofia(Rethymnon)                               | - Departamento de Filologia - Departamento de História e Arqueologia - Departamento de Filosofiae Estudos Sociais |
| Escola de Ciências Política, Sociais e Económicas(Rethymnon) | - Departamento de Sociologia - Departamento de Economia - Departamento de Ciência Política - Departamento de Psicologia |
| Escola de Educação(Rethymnon)                                | - Departamento de Educação Primária - Departamento de Educação Pré-escolar |
| Escola de Ciência e Engenharia(Heraklion)                    | - Departamento de Matemática e Matemática Aplicada - Departamento de Física - Departamento de Ciência da Computação - Departamento de Biologia - Departamento de Química - Departamento de Ciência dos Materiais e Tecnologia |
| Escola de Medicina(Heraklion)                                | - Departamento de Medicina |